# WTA Straßburg
Das WTA Straßburg (offiziell: Internationaux de Strasbourg) ist ein Damen-Tennisturnier der WTA Tour, das in der ostfranzösischen Stadt Straßburg  ausgetragen wird.
Der Termin liegt unmittelbar vor den French Open, weshalb das Turnier auch als letzte Vorbereitung für das einzige Grand-Slam-Turnier auf Sand genutzt wird.

## Siegerliste

### Einzel
| Jahr                         | Siegerin                     | Finalgegnerin         | Ergebnis         |
| ---------------------------- | ---------------------------- | --------------------- | ---------------- |
| 1987                         | Carling Basset               | Sandra Cecchini       | 6:3, 6:4         |
| ↓ Kategorie: Tier V ↓        |                              |                       |                  |
| 1988                         | Sandra Checchini             | Judith Wiesner        | 6:3, 6:0         |
| 1989                         | Jana Novotná                 | Patricia Tarabini     | 6:1, 6:2         |
| ↓ Kategorie: Tier IV ↓       |                              |                       |                  |
| 1990                         | Mercedes Paz                 | Ann Grossman          | 6:2, 6:3         |
| 1991                         | Radka Zrubáková              | Rachel McQuillan      | 7:6, 7:6         |
| 1992                         | Judith Wiesner               | Naoko Sawamatsu       | 6:1, 6:3         |
| ↓ Kategorie: Tier III ↓      |                              |                       |                  |
| 1993                         | Naoko Sawamatsu              | Judith Wiesner        | 4:6, 6:1, 6:3    |
| 1994                         | Mary Joe Fernández           | Gabriela Sabatini     | 2:6, 6:4, 6:0    |
| 1995                         | Lindsay Davenport            | Kimiko Date           | 3:6, 6:1, 6:2    |
| 1996                         | Lindsay Davenport            | Barbara Paulus        | 6:3, 7:6         |
| 1997                         | Steffi Graf                  | Mirjana Lučić         | 6:2, 7:5         |
| 1998                         | Irina Spîrlea                | Julie Halard-Decugis  | 7:65, 6:3        |
| 1999                         | Jennifer Capriati            | Jelena Lichowzewa     | 6:1, 6:3         |
| 2000                         | Silvija Talaja               | Rita Kuti-Kis         | 7:5, 4:6, 6:3    |
| 2001                         | Silvia Farina Elia           | Anke Huber            | 7:5, 0:6, 6:4    |
| 2002                         | Silvia Farina Elia           | Jelena Dokić          | 6:4, 3:6, 6:3    |
| 2003                         | Silvia Farina Elia           | Karolina Šprem        | 6:3, 4:6, 6:4    |
| 2004                         | Claudine Schaul              | Lindsay Davenport     | 2:6, 6:0, 6:3    |
| 2005                         | Anabel Medina Garrigues      | Marta Domachowska     | 6:4, 6:3         |
| 2006                         | Nicole Vaidišová             | Peng Shuai            | 7:67, 6:3        |
| 2007                         | Anabel Medina Garrigues      | Amélie Mauresmo       | 6:4, 4:6, 6:4    |
| 2008                         | Anabel Medina Garrigues      | Katarina Srebotnik    | 4:6, 7:64, 6:0   |
| ↓ Kategorie: International ↓ |                              |                       |                  |
| 2009                         | Aravane Rezaï                | Lucie Hradecká        | 7:62, 6:1        |
| 2010                         | Marija Scharapowa            | Kristina Barrois      | 7:5, 6:1         |
| 2011                         | Andrea Petković              | Marion Bartoli        | 6:4, 1:0 Aufgabe |
| 2012                         | Francesca Schiavone          | Alizé Cornet          | 6:4, 6:4         |
| 2013                         | Alizé Cornet                 | Lucie Hradecká        | 7:64, 6:0        |
| 2014                         | Mónica Puig                  | Silvia Soler Espinosa | 6:4, 6:3         |
| 2015                         | Samantha Stosur              | Kristina Mladenovic   | 3:6, 6:2, 6:3    |
| 2016                         | Caroline Garcia              | Mirjana Lučić-Baroni  | 6:4, 6:1         |
| 2017                         | Samantha Stosur              | Daria Gavrilova       | 5:7, 6:4, 6:3    |
| 2018                         | Anastassija Pawljutschenkowa | Dominika Cibulková    | 6:75, 7:63, 7:66 |
| 2019                         | Dajana Jastremska            | Caroline Garcia       | 6:4, 5:7, 7:63   |
| 2020                         | Elina Switolina              | Jelena Rybakina       | 6:4, 1:6, 6:2    |
| ↓ Kategorie: 250 ↓           |                              |                       |                  |
| 2021                         | Barbora Krejčíková           | Sorana Cîrstea        | 6:3, 6:3         |
| 2022                         | Angelique Kerber             | Kaja Juvan            | 7:65, 6:70, 7:65 |
| 2023                         | Elina Switolina              | Anna Blinkowa         | 6:2, 6:3         |
| ↓ Kategorie: 500 ↓           |                              |                       |                  |
| 2024                         | Madison Keys                 | Danielle Collins      | 6:1, 6:2         |
| 2025                         | Jelena Rybakina              | Ljudmila Samsonowa    | 6:1, 6:72, 6:1   |

### Doppel
| Jahr                         | Siegerinnen                                    | Finalgegnerinnen                      | Ergebnis          |
| ---------------------------- | ---------------------------------------------- | ------------------------------------- | ----------------- |
| 1987                         | Jana Novotná Catherine Suire                   | Kathleen Horvath Marcella Mesker      | 6:0, 6:2          |
| ↓ Kategorie: Tier V ↓        |                                                |                                       |                   |
| 1988                         | Manon Bollegraf Nicole Provis                  | Jenny Byrne Janine Thompson           | 7:5, 6:711, 6:3   |
| 1989                         | Mercedes Paz Judith Wiesner                    | Lise Gregory Gretchen Magers          | 6:3, 6:3          |
| ↓ Kategorie: Tier IV ↓       |                                                |                                       |                   |
| 1990                         | Nicole Provis Elna Reinach                     | Kathy Jordan Elizabeth Smylie         | 6:1, 6:4          |
| 1991                         | Lori McNeil Stephanie Rehe                     | Manon Bollegraf Mercedes Paz          | 6:72, 6:4, 6:4    |
| 1992                         | Patty Fendick Andrea Strnadová                 | Lori McNeil Mercedes Paz              | 6:3, 6:4          |
| ↓ Kategorie: Tier III ↓      |                                                |                                       |                   |
| 1993                         | Shaun Stafford Andrea Temesvári                | Jill Hetherington Kathy Rinaldi       | 6:75, 6:3, 6:4    |
| 1994                         | Lori McNeil Rennae Stubbs                      | Patricia Tarabini Caroline Vis        | 6:3, 3:6, 6:2     |
| 1995                         | Lindsay Davenport Mary Joe Fernández           | Sabine Appelmans Miriam Oremans       | 6:2, 6:3          |
| 1996                         | Yayuk Basuki Nicole Bradtke                    | Marianne Witmeyer Tami Whitlinger     | 5:7, 6:4, 6:4     |
| 1997                         | Helena Suková Natallja Swerawa                 | Jelena Lichowzewa Ai Sugiyama         | 6:1, 6:1          |
| 1998                         | Alexandra Fusai Nathalie Tauziat               | Yayuk Basuki Caroline Vis             | 6:4, 6:3          |
| 1999                         | Jelena Lichowzewa Ai Sugiyama                  | Alexandra Fusai Nathalie Tauziat      | 2:6, 7:66, 6:1    |
| 2000                         | Sonya Jeyaseelan Florencia Labat               | Kim Grant María Vento                 | 6:4, 6:3          |
| 2001                         | Silvia Farina Elia Iroda Toʻlaganova           | Amanda Coetzer Lori McNeil            | 6:1, 7:60         |
| 2002                         | Jennifer Hopkins Jelena Kostanić               | Caroline Dhenin Maja Matevžič         | 0:6, 6:4, 6:4     |
| 2003                         | Sonya Jeyasellan Maja Matevžič                 | Laura Granville Jelena Kostanić       | 6:4, 6:4          |
| 2004                         | Lisa McShea Milagros Sequera                   | Tina Križan Katarina Srebotnik        | 6:4, 6:1          |
| 2005                         | Rosa María Andrés Rodríguez Andreea Vanc       | Marta Domachowska Marlene Weingärtner | 6:3, 6:1          |
| 2006                         | Liezel Huber Martina Navratilova               | Martina Müller Andreea Vanc           | 6:2, 7:61         |
| 2007                         | Zi Yan Jie Zheng                               | Alicia Molik Tiantian Sun             | 6:3, 6:4          |
| 2008                         | Tetjana Perebyjnis Zi Yan                      | Chan Yung-jan Chuang Chia-jung        | 6:4, 6:73, [10:6] |
| ↓ Kategorie: International ↓ |                                                |                                       |                   |
| 2009                         | Nathalie Dechy Mara Santangelo                 | Claire Feuerstein Stéphanie Foretz    | 6:0, 6:1          |
| 2010                         | Alizé Cornet Vania King                        | Alla Kudrjawzewa Anastasia Rodionova  | 3:6, 6:4, [10:7]  |
| 2011                         | Oqgul Omonmurodova Chuang Chia-jung            | Natalie Grandin Vladimíra Uhlířová    | 6:4, 5:7, [10:2]  |
| 2012                         | Wolha Hawarzowa Klaudia Jans-Ignacik           | Natalie Grandin Vladimíra Uhlířová    | 6:74, 6:3, [10:3] |
| 2013                         | Kimiko Date-Krumm Chanelle Scheepers           | Cara Black Marina Eraković            | 6:4, 3:6, [14:12] |
| 2014                         | Ashleigh Barty Casey Dellacqua                 | Tatiana Búa Daniela Seguel            | 4:6, 7:5, [10:4]  |
| 2015                         | Chuang Chia-jung Liang Chen                    | Nadija Kitschenok Zheng Saisai        | 4:6, 6:4, [12:10] |
| 2016                         | Anabel Medina Garrigues Arantxa Parra Santonja | María Irigoyen Liang Chen             | 6:2, 6:0          |
| 2017                         | Ashleigh Barty Casey Dellacqua                 | Chan Hao-ching Chan Yung-jan          | 6:4, 6:2          |
| 2018                         | Mihaela Buzărnescu Raluca Olaru                | Nadija Kitschenok Anastasia Rodionova | 7:5, 7:5          |
| 2019                         | Daria Gavrilova Ellen Perez                    | Duan Yingying Han Xinyun              | 6:4, 6:3          |
| 2020                         | Nicole Melichar Demi Schuurs                   | Hayley Carter Luisa Stefani           | 6:4, 6:3          |
| ↓ Kategorie: 250 ↓           |                                                |                                       |                   |
| 2021                         | Alexa Guarachi Desirae Krawczyk                | Makoto Ninomiya Yang Zhaoxuan         | 6:2, 6:3          |
| 2022                         | Nicole Melichar-Martinez Daria Saville         | Lucie Hradecká Sania Mirza            | 5:7, 7:5, [10:6]  |
| 2023                         | Xu Yifan Yang Zhaoxuan                         | Desirae Krawczyk Giuliana Olmos       | 6:3, 6:2          |
| ↓ Kategorie: 500 ↓           |                                                |                                       |                   |
| 2024                         | Cristina Bucșa Monica Niculescu                | Asia Muhammad Aldila Sutjiadi         | 3:6, 6:4, [10:6]  |
| 2025                         | Tímea Babos Luisa Stefani                      | Guo Hanyu Nicole Melichar-Martinez    | 6:3, 6:74, [10:7] |